# Мамакаев, Магомет Амаевич
Магоме́т Ама́евич Мамака́ев (16 [29] декабря 1910 или 1910, Ачхой-Мартан, Терская область — 2 августа 1973, Грозный) — советский государственный и партийный деятель, чеченский писатель и поэт.

## Биография
Магомет Мамакаев родился в 1910 году в селении Ачхой-Мартан (Чечня) в крестьянской семье.
В 1923 году вступил в комсомол. В 1925 году — секретарь ячейки комсомола областной совпартшколы. В 1928 году работал пропагандистом Краснопресненского РК ВЛКСМ на фабрике «Кардолента» (Москва).
Член ВКП(б) с 1927 года.
В 1930 году окончил Коммунистический университет трудящихся Востока имени И. В. Сталина и Высшие литературные курсы в Москве.
В 1930 году работал секретарем Урус-Мартановского окружкома ВКП(б), затем — членом пропгруппы ЦК ВКП(б).
В 1931 году — заместитель редактора газеты «Грозненский рабочий».
В 1931—1934 годах работал в Чеченском обкоме ВКП(б). В 1930—1934 годах был по совместительству директором Чеченского научно-исследовательского института языка, литературы и истории.
В 1934—1935 годах М. Мамакаев — слушатель Высшей школы партработников при ЦК ВКП(б). По возвращении из Москвы он работал заместителем начальника «Грозхимстроя», заведовал отделом школ и науки Чечено-Ингушского обкома ВКП(б), являлся редактором газеты «Ленинский путь».
За время с 1930 по 1937 год Мамакаев избирался членом пленума и бюро обкома ВКП(б), депутатом Верховного Совета ЧИАССР.
В 1937 году в период Большого террора писателя посадили в тюрьму города Грозный. В 1940 году он снова был арестован в Элисте и до 1956 года находился в лагерях на севере — в Игарке.
В 1960 году стал редактором чеченского альманаха «Орга».

## Творчество
Для меня высшая должность — быть поэтом своего народа… Пишу стихи с единственным желанием, чтобы они помогали людям в беде и усталости, чтобы они поднимали их сердца на подвиг и звали к хорошим и добрым делам.— Предисловие к сборнику «И камни говорят»
Первые произведения Мамакаева были напечатаны в 1926 году. Первый сборник его стихов «Ласточка» вышел в 1931 году. Среди его произведений — стихотворения «Пей вино» (1931), «Другу юности» (1934), «Песня о бессмертных» (1937), «Енисею» (1949), «На свет я рождён не в Сибири» (1954), «В кабинете В. И. Ленина» (1959), «Алхан-Чурт» (1959); поэмы «Родные горы» (1928), «Сестра семи витязей» (1932), «Разговор с матерью» (1934), «День моего рождения» (1956), «У могилы Льва Толстого» (1956), «Шашка» (1957), «Гроздья винограда» (1958), «Песнь о бесстрашных» (1958). Первая проза Мамакаева вышла в 1956 году («Первый гудок»). В 1962 году вышел в свет роман Мамакаева «Мюрид революции» («Революцин мурд») о революционном движении в Чечне. В 1968 году был издан его роман «Зелимхан» о жизни легендарного чеченского абрека Зелимхана Харачоевского.
Член ССП с 1934 года. Делегат I съезда писателей СССР. Делегат I съезда писателей РСФСР.
Похоронен писатель на окраине села Ачхой-Мартан на кладбище «Айсет-Кешнаш».
Иосиф Кобзон исполнил песню «Люди гор» на стихи Магомета Мамакаева композитора Владимира Евзерова. Помогал ему в исполнении ансамбль танца «Зия».
Магомет Мамакаев награждён (посмертно) орденом Уполномоченного по правам человека в Чеченской Республике «За гражданское мужество».

## Память
- В Урус-Мартане есть улица Магомеда Мамакаева[10].
- В 2013 году в селе Ачхой-Мартан открылся литературно-мемориальный музей Магомета Амаевича Мамакаева[9].